# Chromodoris lochi
Chromodoris lochi is een zeenaaktslak die behoort tot de familie van de Chromodorididae. Deze slak leeft in de Indische Oceaan, voornamelijk rond de Fiji-eilanden.
De slak is blauw en wit gestreept, met roze kieuwen en rinoforen. Ze wordt, als ze volwassen is, zo'n 3 cm lang.